# أسوأ شخص في العالم
أسوأ شخص في العالم (بالنرويجية: Verdens verste menneske) هو فيلم كوميديا دراما نرويجي من إخراج خواكيم ترايير وبطولة ريناتي رينسف وآندرس دانييلسن لاي. عرض الفيلم في النرويج في 15 أكتوبر 2021.

## روابط خارجية
- أسوأ شخص في العالم على موقع IMDb (الإنجليزية)
- أسوأ شخص في العالم على موقع ميتاكريتيك (الإنجليزية)
- أسوأ شخص في العالم على موقع روتن توميتوز (الإنجليزية)
- أسوأ شخص في العالم على موقع ألو سيني (الفرنسية)
- أسوأ شخص في العالم على موقع أول موفي (الإنجليزية)
- أسوأ شخص في العالم على موقع فيلمافينيتي (الإسبانية)
- أسوأ شخص في العالم على موقع قاعدة بيانات الأفلام السويدية (السويدية)
- أسوأ شخص في العالم على موقع قاعدة بيانات الفيلم (الإنجليزية)
- أسوأ شخص في العالم على موقع ليتربوكسد (الإنجليزية)
- أسوأ شخص في العالم على موقع كينوبويسك (الروسية)